# قسم حسين أباد كردها الريفي (مقاطعة آرادان)
قسم حسین أباد کردها الریفي (بالإنجليزية: Hoseynabad-e Kordehha Rural District)‏ هي منطقة سكنية تقع في إيران في سمنان. يقدر عدد سكانها بـ 2,219 نسمة .